# 1905 في إيطاليا
فيما يلي قوائم الأحداث التي وقعت خلال عام 1905 في إيطاليا.

## رياضة
- 1 يناير – دوري الفئة الأولى الإيطالي 1905

## مواليد

### يناير
- 5 يناير – فرانشيسكو بومي لاعب كرة قدم إيطالي.

### فبراير
- 1 فبراير – إميليو سيغري[1]
- 28 فبراير – لوسيا فاليريو لاعبة كرة مضرب إيطالية.

### أبريل
- 13 أبريل – برونو روسي[2]
- 26 أبريل – جياكومو جايوني درّاج طريق إيطالي.

### مايو
- 9 مايو – ليلي ألفاريث لاعبة كرة مضرب إسبانية.[3]

### يوليو
- 1 يوليو – ماريو سبيروني لاعب ومدرب كرة قدم إيطالي.
- 24 يوليو – أوموبونو تيني

### أكتوبر
- 15 أكتوبر – أنجيلو سكيافيو لاعب كرة قدم إيطالي.[4]

### نوفمبر
- 18 نوفمبر – جيوزيبي كافانا لاعب كرة قدم إيطالي.[5]
- 25 نوفمبر – ماريو بيانكي درّاج طريق إيطالي.

### ديسمبر
- 4 ديسمبر – امبروجيو موريلي درّاج طريق إيطالي.

## وفيات

### يناير
- 1 يناير – تانكراد دوماس (مواليد 1830) مصور إيطالي.[6]

### مارس
- 24 مارس – بيترو تاكيني (مواليد 1838) عالم فلك إيطالي.

### سبتمبر
- 14 سبتمبر – بيير سافورنيا دو برازا (مواليد 1852) مستكشف إيطالي.[7]